# Homoneura longiparameria
Homoneura longiparameria är en tvåvingeart som beskrevs av Mitsuhiro Sasakawa 1998. Homoneura longiparameria ingår i släktet Homoneura och familjen lövflugor. Inga underarter finns listade i Catalogue of Life.